# Suizy-le-Franc
Suizy-le-Franc é uma comuna francesa na região administrativa do Grande Leste, no departamento de Marne. Estende-se por uma área de 6.05 km², e possui 106 habitantes, segundo o censo de 2018, com uma densidade de 18 hab/km².